# Gare de Locarno FART
Ne doit pas être confondu avec Gare de Locarno.
La gare de Locarno FART est une gare ferroviaire située sur le territoire de la commune suisse de Muralto dans le canton du Tessin. Propriété des Ferrovie Autolinee Regionali Ticinesi (FART), elle est la gare terminus de la ligne de chemin de fer Domodossola-Locarno. La nouvelle gare souterraine, construite à la place de la gare de trains de marchandises CFF / FART, a été mise en service le 17 décembre 1990. Elle a remplacé l'ancienne gare en surface, mise en service en 1908, qui a fermé le 29 mai 1988.

## Situation ferroviaire
Établie à 204,43 mètres d'altitude, la gare de Locarno FART est située au point kilométrique 0 de la ligne de Domodossola à Locarno.
Elle est dotée de trois voies et de trois quais.

## Histoire
La première gare de Locarno FART a été mise en service en 1908,, bien après l'ouverture de la gare de Locarno, ouverte dès 1874.
Depuis 1990, la gare de Locarno est divisée en deux gares distinctes. La gare des CFF est restée telle quelle tandis que la gare de la ligne de chemin de fer Domodossola-Locarno a été reconstruite en souterrain. Cette nouvelle gare, avec la nouvelle section souterraine de Locarno à la gare de San Martino, a été inaugurée le 17 décembre 1990,.
Avant que la gare ne soit modifiée, les trains à voie métrique stationnaient au niveau d'une plate-forme séparée sur le parvis de la gare. Lors de la mise en souterrain de la ligne à écartement métrique sous Locarno, la gare Locarno FART a gagné un nouveau quai et a été placée au niveau des anciennes gares de marchandises des deux lignes de chemin de fer. La ligne est aujourd'hui exploitée par les Ferrovie Autolinee Regionali Ticinesi.

## Service des voyageurs

### Accueil
Gare des FART, elle est située entièrement en souterrain. À proximité directe de la gare souterraine se trouve également un guichet de vente de titres de transports ouvert tous les jours de la semaine.

### Desserte
La gare de Locarno FART est desservie par les trains Regio marquant tous les arrêts de Locarno à Intragna ou Camedo ainsi que les trains Regio, RegioExpress et PanoramaExpress reliant Locarno à Domodossola.
- Locarno FART - Locarno Sant'Antonio - Solduno - San Martino - Ponte Brolla - Tegna - Verscio - Cavigliano - Intragna - Corcapolo - Verdasio - Palagnedra - Borgnone-Cadanza - Camedo
- // Locarno FART - Locarno Sant'Antonio - Ponte Brolla - Intragna - Camedo - Re - Malesco - Prestinone - Santa Maria Maggiore - Druogno - Trontano - Masera - Domodossola

### Intermodalité

#### Gare de Locarno
La gare de Locarno FART est en correspondance directe avec la gare de Locarno terminus des trains du réseau express régional tessinois exploités par TiLo.

#### Funiculaire Locarno–Madonna del Sasso
La gare aval du funiculaire Locarno–Madonna del Sasso, baptisée Locarno Funicolare, est située une centaine de mètres au sud de la gare ferroviaire. Il circule tous les jours suivant une cadence au quart ou à la demi-heure suivant les jours et l'heure de la journée.

#### Lignes maritimes
La gare de Locarno est située à une centaine de mètres du port de Locarno NLM, où accostent des bateaux naviguant sur le lac Majeur. Le port est desservi par une ligne ralliant Tenero-Contra et Magadino ainsi qu'une autre ligne vers Brissago.

#### Lignes urbaines et interurbaines
La gare de Locarno présente deux points d'arrêt pour les autobus et autocars. Celui  devant l'entrée de la gare est baptisé Locarno, Piazza Stazione tandis que celui situé directement sur la route s'appelle Locarno, Stazione.
Quatre lignes urbaines des FART desservent la gare, à savoir les lignes 1, 3, 4 et 7. Elles assurent une desserte fine de la ville et des localités voisines.
Elle est également desservie par plusieurs lignes régionales des FART, à savoir les 312 vers Mergoscia, 314 vers Ronco sopra Ascona, 315 vers Cavergno et 316 vers Brissago ainsi que de CarPostal avec les 321 vers Sonogno et 324 vers Spruga.
Enfin, la gare de Locarno est desservie par la ligne interurbaine 311, assurée par CarPostal et les FART, assurant la liaison avec la gare de Bellinzone via les localités intermédiaires.